# Petrus Claver
Petrus Claver SJ, eigentlich Pere Claver i Socobano (* 25. Juni 1580 in Verdú, Spanien; † 8. September 1654 in Cartagena, Kolumbien), im Deutschen auch Peter Claver genannt, war ein spanischer Jesuit, Missionar und Priester. Er ist der Schutzheilige Kolumbiens und gilt seit 1985 als Patron der Menschenrechte.

## Biographie

### Jugend, Studium, Jesuitenkolleg
Petrus Claver erhielt 1595 die Tonsur und reiste zum Studium nach Barcelona, wo er 1601 das dortige Jesuitenkolleg Colegio de Belén besuchte; heute ist es nach ihm benannt. Am 7. August 1602 trat er in Tarragona/Spanien mit 22 Jahren in den Jesuitenorden ein, wo er am 8. August 1604 die Gelübde (Armut, Keuschheit, Gehorsam) ablegte. 1605–1608 hielt er sich in Palma auf, wo er seine Philosophiestudien weiter verfolgte und dem 74-jährigen Mitbruder und Pförtner Alonso Rodríguez begegnete, der ihn beeindruckte. Auch der Mitbruder González, der für die Sozial- und Missionsarbeit unter den Sklaven der Neuen Welt eintrat, begeisterte den 25-jährigen Novizen.

### Überfahrt nach Neu-Granada, Priesterweihe
Noch während seines Theologiestudiums erreichte ihn 1610 der Ruf nach Neu-Granada, dem neu gegründeten Vizekönigreich im Norden Südamerikas. Über Sevilla reiste er nach Cartagena in Kolumbien. Cartagena, der stark befestigte Hafen an der Karibikküste, spielte für den Handel von und nach Spanien eine große Rolle, u. a. auch als Haupteinfuhrhafen für Sklaven aus Afrika. Hier erfuhr Claver in den wenigen Wochen, die er vor der Weiterfahrt in der Stadt zubrachte, von Pater Alonso de Sandoval, der seit 1605 die Sklaven betreute, viel über Wesen und Ursprung der Sklaverei. Claver reiste im Herbst 1610 weiter nach Santa Fé de Bogotá, wo er in dem erst 1604 gegründete Jesuitenkolleg San Bartolomé seine Philosophie- und Theologiestudien vollendete. 1615 kehrte Claver nach Cartagena zurück, wo er am 19. März 1616 als erster Jesuit der Stadt zum Priester geweiht wurde und wo er bis zu seinem Tode, 38 Jahre später, verblieb und für die Sklaven arbeitete.

### Karitative, medizinische und missionarische Tätigkeit
Von seinem Zimmer im Obergeschoss des Jesuitenkollegs aus erwartete Claver nun die 12–14 jährlich einlaufenden Sklavenschiffe mit ihren 300–600 Sklaven an Bord, brachte ihnen als erster Lebensmittel (Zwieback, frisches Obst), Erfrischungen (Wein, Schnaps, Tabak, Datteln, Zucker), Kleidung, nahm die Kranken in die von ihm betreute Ambulanz im Kolleg auf, wo er sie medizinisch betreute, vor allem auch die Aussätzigen und Leprösen, unterrichtete sie mit Hilfe seiner 8–12 Dolmetschersklaven, die die Sprachen ihrer Herkunftsländer – Senegal, Guinea, Sierra Leone, Angola, Kongo und Sudan – beherrschten, führte sie in den Glauben ein und spendete nach Aussage eines Mitbruders insgesamt 300.000 Taufen, nach heutigen überschlägigen Berechnungen etwa 150.000, die er sorgfältig in einem eigenen Heft verzeichnete. 15–20 % der „Fracht“ waren normalerweise bereits den Strapazen der zweimonatigen Seereise zum Opfer gefallen. War das Ziel der Sklavenschiffe auch das spanische Südamerika, so war der gesamte Sklavenhandel vom Fang/Kauf und Transport des „schwarzen Goldes“ bis zur Anlieferung in Amerika mangels eigener spanisch-afrikanischer Besitzungen im so genannten Asiento de Negros (oder „Asiento“) vertraglich fest in Händen der Portugiesen (1580–1640), dann der Engländer, Franzosen, Niederländer (Westindische Kompanie (WIC)) und anderer Nationen.
Mit der gesamten Sklavenbevölkerung unternahm Petrus Claver alljährlich Prozessionen zu dem über Cartagena gelegenen Kloster Virgen de la Popa; sein Beichtstuhl blieb vor allem den Schwarzen vorbehalten. In der Fastenzeit predigte er ihnen in der Kirche, auf Plätzen und in den Straßen in einfachen Worten, zu Ostern besuchte er sie in den umliegenden Dörfern, während Sandoval in den weiter entfernten Ortschaften missionierte. Gegen alkoholische Auswüchse bei ihren nächtlichen Festen und Tänzen ging er energisch vor.
Im Hospital scheute er sich nicht, niedrigste Pflegearbeiten zu verrichten, zum Teil assistiert von freiwilligen weißen Helfern. Im Hospital de San Lázaro vor den Toren der Stadt betreute er die Leprakranken, wobei er auf sich selbst keine Rücksicht nahm.
Die so genannten Cimarrones – flüchtige Sklaven, die außerhalb des Gesetzes vor der Stadt in den Sümpfen lebten – besuchte Claver heimlich, um zu missionieren und zu ermutigen. Durch seinen Einsatz kam es zu Spannungen mit Teilen der spanischen Bevölkerung, die ihm vorhielten, die Schwarzen aufzuwiegeln. Dennoch konnte er auf finanzielle und persönliche Unterstützung durch einflussreiche Persönlichkeiten zählen, u. a. auf Damen der Gesellschaft; auch deren Sklavinnen wurden wiederum für Claver tätig.
In den Gefängnissen betreute er die aufgrund ihrer Verbrechen oder religiösen Vergehen Inhaftierten. Die Inquisition, die 1610 in Cartagena eingerichtet worden war, war für die Reinheit des Glaubens im gesamten Südamerika zuständig und verurteilte mehr als 700 Personen wegen Hexerei, Glaubensvergehen und -irrtümern; viele wurden während der langwierigen Verfahren gefoltert, insgesamt sechs Personen zum Tode verurteilt, zwei davon zu Zeiten Clavers, der bei ihrer Hinrichtung als ihr Seelsorger zugegen war.

### Erscheinung, Charakter
Clavers Lebensstil war karg; er aß wenig, schlief auf einer einfachen Matte und verrichtete nachts trotz des heißen Klimas mehrfach seine geistigen und körperlichen Bußübungen.
Sein Äußeres wird von seinem ersten Biografen 1657 so beschrieben: „Pater Claver war von mittlerem Körperbau, flachem Angesicht, ziemlich lang, mit recht vollem Bart, halb schwarz, halb grau, mit großen melancholischen Augen, schmaler Nase, und von den vielen Bußübungen und wegen der schlechten Behandlung seines Körpers war er ganz gelb wie ein Asket.“
In seiner Personalakte am Sitz des Jesuitenordens in Rom wurden seine Fähigkeiten und Tätigkeit wie folgt charakterisiert: „Talent: mittelmäßig; Urteilsfähigkeit: mittelmäßig; Klugheit: wenig; Lebenserfahrung: mittelmäßig; Charakter: melancholisch, ernst; apostolisches Talent: für die Predigt und die Arbeit unter den Sklaven; spirituelle Gabe: bestmöglich“ (aprovechiamiento espiritual: optimo).

### Letzte Jahre, Tod und Heiligsprechung
1650 begab sich der 70-Jährige in Begleitung seines Sklaven-Dolmetschers Sacabuche auf Missionsreise, wo er sich ein Sumpffieber holte. Im folgenden Jahr blieb er während der Pest in Cartagena, wo 9 der 22 Mitbrüder starben. Von der anschließenden Parkinsonkrankheit erholte er sich bis zu seinem Tode nicht mehr; unfähig zur Arbeit, verbrachte er die letzten vier Jahre im zweiten Stock des Jesuitenkollegs, wo ihn sein roher Pfleger – ein neu angekommener Sklave – mehr quälte als betreute, ohne dass der alte Mann sich je beklagt hätte. Am 8. September 1654 verstarb Petrus Claver.
Bei seiner Beerdigung war ganz Cartagena zugegen; sein Leichnam ruht in einem Kristallsarg unter dem Altar der nach ihm benannten Jesuitenkirche in Cartagena. Bald nach seinem Tod setzte das Bemühen um die Heiligsprechung ein, die sich wegen der Vertreibung der Jesuiten aus Amerika 1767, der Unterdrückung des Ordens 1773 und seine Wiedereinsetzung 1814 bis ins Jahr 1888 hinzog.
Für seinen Einsatz für die Kranken, Aussätzigen, Sterbenden und Gefangenen erhielt er, der sich selbst stets den „Sklaven der Sklaven“ nannte, den Ehrentitel „Apostel von Cartagena“.
1851 seliggesprochen, wurde er 1888 von Papst Leo XIII. heiliggesprochen und 1896 zum Patron der „Mission unter Negern“ ernannt. Er soll gemäß Heinrich Günter „unwidersprechlich“ in Cartagena tote „Neger und eine Negerin“ wieder zum Leben erweckt haben. Petrus Claver wird als Schutzheiliger Kolumbiens verehrt. Nach ihm ist die 1894 von Maria Teresia Ledóchowska gegründete und in Afrika wirkende Sodalität der Missionsschwestern vom hl. Petrus Claver benannt.
In Deutschland und im Jesuitenorden feiert die katholische Kirche seinen Gedenktag am 9. September (nicht gebotener Gedenktag, in den USA gebotener Gedenktag). Sein Gedenktag in der Evangelisch-Lutherischen Kirche in Amerika ist ebenfalls der 9. September.